# Séverni (Novopokróvskaya, Krasnodar)
Séverni (del ruso: Северный) es un posiólok del raión de Novopokróvskaya del krai de Krasnodar, en Rusia. Está situado en las llanuras de Kubán-Priazov, cerca de la orilla derecha del río Yeya, 12 km al noroeste de Novopokróvskaya y 165 km al nordeste de Krasnodar, la capital del krai. Tenía 173 habitantes en 2010.
Es cabeza del municipio Kubánskoye.